# 1-й Спасоналивковский переулок
1-й Спасонали́вковский переу́лок (ранее Тараканов переулок, Большой Спасский переулок) — улица в центре Москвы на Якиманке между улицами Большая Полянка и Большая Якиманка.

## История
В первой половине XVIII века назывался Тараканов переулок — по фамилии домовладельца, в XIX — начале XX веков — Большой Спасский, по построенной в XVII веке церкви Спаса Преображения в Наливках (до сноса находилась на углу 1-го Спасоналивковского и Казанского переулков). Современное название получил в начале XX века по местности Наливки, в которой была построена церковь. По одной версии, местность была названа по селению (якобы именованному по рощам, которые назывались наливками), основанному Василием III для своих телохранителей, а в XVI веке перешедшему к Стрелецкой слободе. По другой версии, селение возникло на месте кабака, в котором наливали спиртное иноземцам и стрельцам. Наиболее вероятно, что местность получила название от местного географического термина (например, диалектные налив — «пойма, низменный берег», наливной луг — «заливной луг»).

## Описание
1-й Спасоналивковский переулок начинается от Большой Полянки, проходит на запад, справа к нему примыкает Малая Полянка, а слева — Казанский переулок, выходит на Большую Якиманку. От переулка ранее отходил Спасоналивковский тупик.

## Здания и сооружения
По нечётной стороне:

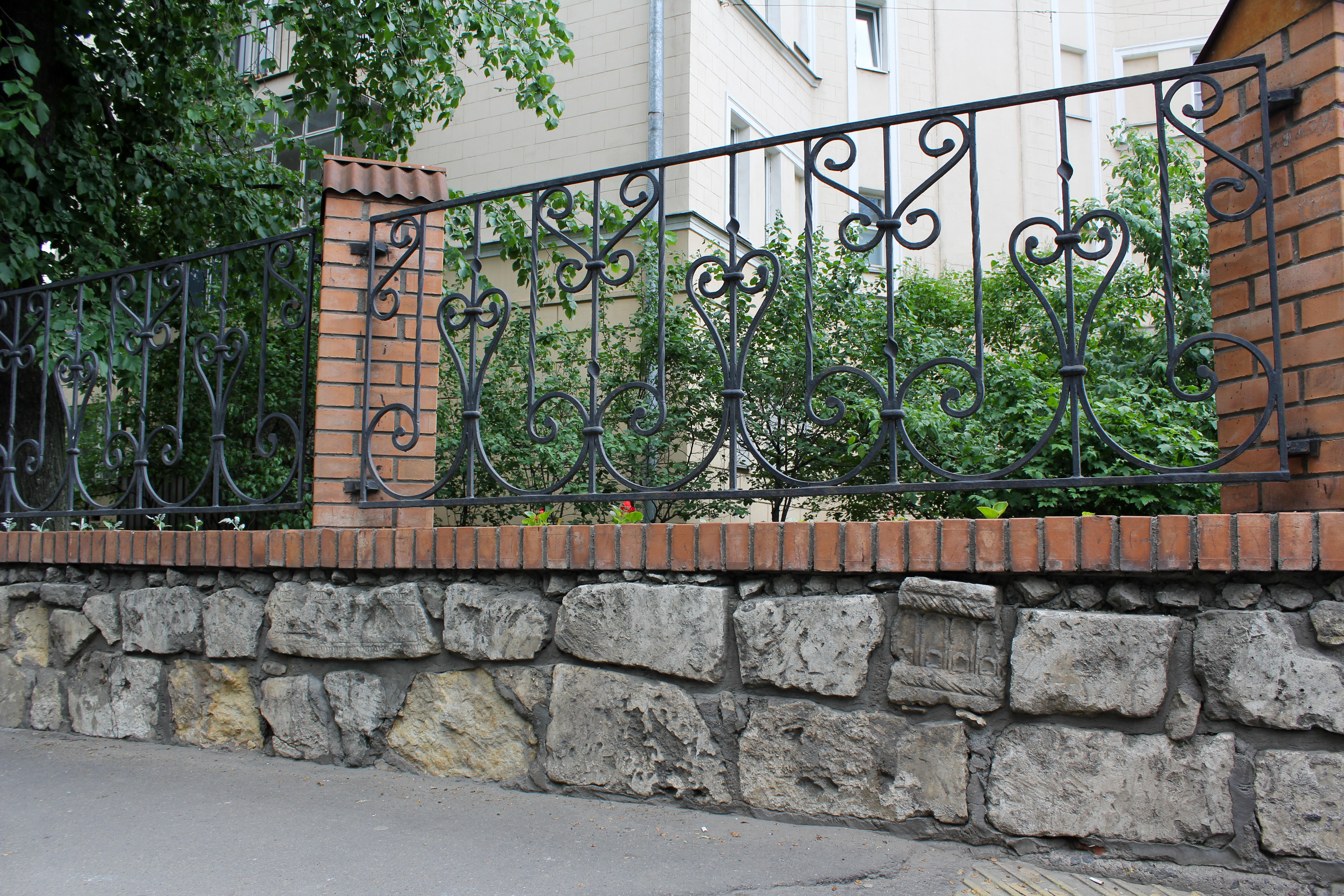
Декоративная ограда, в основе которой белокаменные надгробия.

- № 9 — жилой дом. Здесь жил архитектор А. М. Гуржиенко.
- № 19 — жилой дом. 6 сентября 2015 года в рамках проекта «Последний адрес» на фасаде установили мемориальные таблички с именами жильцов дома инженеров Алексея Васильевича Годзевича, Сергея Георгиевича Журавлёва, Ивана Михайловича Краснопольского и Бориса Петровича Некрасова, расстрелянных в годы сталинских репрессий[2].
- № 17, корп. 1, корп. 2 — жилые дома кооператива «Замоскворецкий рабочий» (нач. 1930-х гг.)[3]. На месте этих жилых строений до 1930 года стояла церковь Спаса Преображения в Наливках. Дома отгорожены от тротуара декоративной оградой, в основе которой белокаменные фрагменты ансамбля церкви и фрагменты фундамента, надгробий там не представлено.

По чётной стороне:
- № 2 — министерство образования Московской области;
- № 4 — Московский дом скульптора. Жилой дом городской усадьбы П. Г. Вяземского, XVIII—XIX вв. (памятная табличка на здании). «Облик дома характерен для ампирного послепожарного особняка Москвы, отделанного лепниной во второй половине XIX в. Однако в своей основе он гораздо старше — его основание и первый этаж возведены ещё в сер. XVIII в.»[4][1].
- № 6 — жилой дом, яркий представитель замоскворецкой застройки второй половины XIX века. Деревянный, со двора пристроена каменная часть[1].
- № 8, стр. 1 — бывший главный дом городской усадьбы П. С. Вяземского-Глазовых, первая половина XVIII. Современный вид здание получило при перестройке XIX века[1].